# Richard Catrileo
Richard Franco Catrileo Cifuentes (Santiago del Cile, 26 giugno 1992) è un ex calciatore cileno, di ruolo centrocampista.